# Вороньки (Полтавская область)

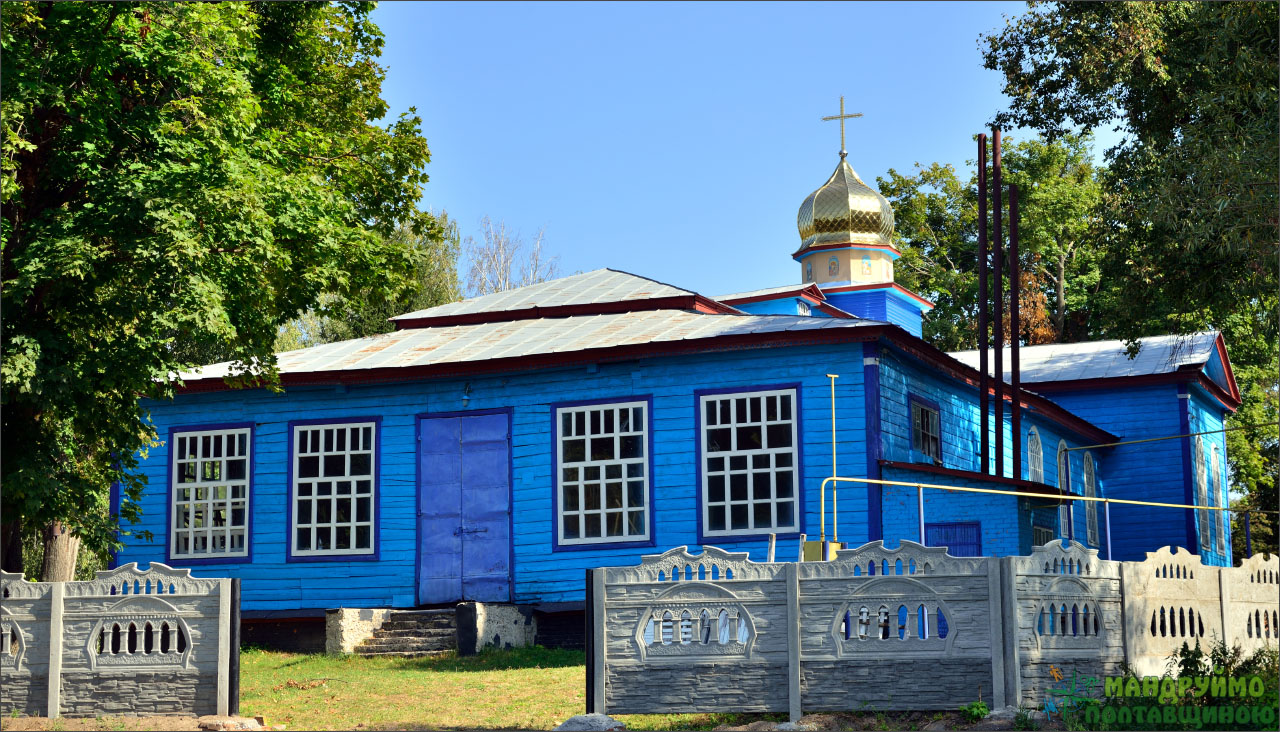
Церковь Рождества Богородицы

Вороньки (укр. Вороньки) — село в Чернухинском районе Полтавской области Украины.
Является административным центром Вороньковского сельского совета, в который, кроме того, входят сёла Гайки, Красное, Новая Диброва, Позники и Яцюково.
Код КОАТУУ — 5325180801. Население по переписи 2001 года составляло 1287 человек.

## Географическое положение
Село Вороньки находится на берегу реки Многа, выше по течению на расстоянии в 1 км расположено село Позники, ниже по течению на расстоянии в 0,5 км расположены сёла Мелехи и Городище.
Через село проходит автомобильная дорога Т-1714.

## История
В XVII веке село принадлежало князьям Вишневецким. По инвентарю 1641 года в нём числилось 145 господарей (хозяев) и мельничное водяное колесо. После изгнания Вишневецкого и до уничтожения малороссийских полков Вороньки были определены для содержания детей чиновников малороссийского войска, приготовлявшихся для поступления на службу.
В конце XIX века село входило в Лохвицкий уезд Полтавской губернии. В нём числилось 744 двора и 3800 жителей. В селе имелись 2 церкви, 1 школа, 2 лавки, 4 кузницы, 42 ветряные мельницы, 5 маслобоен, проводились три ярмарки в год. Жители села преимущественно занимались производством на огородах красного стручкового перца, плетением рыболовных сетей. Последний промысел был распространён и в ближайших селениях, объём производства оценивался в 30 тысяч рублей, однако вследствие злоупотреблений скупщиков, отсутствия организованного кредита для кустарей и товарищества для сбыта и взаимопомощи, промысел находился в плачевном состоянии.
В Вороньках снимался клип на песню группы Вопли Видоплясова «Були на селi».

## Экономика
- Кирпичный завод.
- Мельница.
- ООО «Темп».
- ООО «Барышевская зерновая компания».

## Объекты социальной сферы
- Вороньковский учебно-воспитательный комплекс.
- Детский сад.
- Стадион.
- Вороньковский народный краеведческий музей.

## Достопримечательности
- Здание провиантского склада, начало XIX века.
- Братская могила советских воинов.

## Известные люди
В селе родились:
- Ковтун Яков Петрович (1915—2014) — заслуженный геолог Российской Федерации.
- Перелёт Алексей Дмитриевич (1914—1953) — лётчик-испытатель, Герой Советского Союза (посмертно), лауреат Ленинской премии (посмертно).